# Мурав’їха (Нижньогородська область)
Мурав’їха (рос. Муравьиха) — село в Дальнеконстантиновському районі Нижньогородської області Російської Федерації.
Населення становить 773 особи. Входить до складу муніципального утворення Суроватихинська сільрада.

## Історія
Від 2009 року входить до складу муніципального утворення Суроватихинська сільрада.

## Населення
| 2002 | 2010 |
| ---- | ---- |
| 820  | ↘773 |